# Benjamin Melquiond
Benjamin Melquiond (ur. 3 lutego 1975 w Briançon) – francuski narciarz alpejski, złoty medalista mistrzostw świata juniorów.

## Kariera
Po raz pierwszy na arenie międzynarodowej Benjamin Melquiond pojawił się w 1994 roku, startując na mistrzostwach świata juniorów w Lake Placid. Kanadyjczyk zdobył ram złoty medal w supergigancie, wyprzedzając bezpośrednio Rosjanina Andrieja Filiczkina oraz swego rodaka, Frédérika Coviliego. Na tej samej imprezie był też siedemnasty w zjeździe. W zawodach Pucharu Świata zadebiutował 25 lutego 1995 roku w Whistler, zajmując 62. miejsce w zjeździe. Pierwsze pucharowe punkty zdobył 3 marca 1996 roku w Happo One, zajmując ósme miejsce w supergigancie. Była to jego najwyższa lokata w zawodach tego cyklu. Najlepsze wyniki osiągnął w sezonie 1996/1997, który ukończył na 79. miejscu w klasyfikacji generalnej. W 1997 roku wystartował na mistrzostwach świata w Sestriere, zajmując siedemnaste miejsce w kombinacji, 25. miejsce w zjeździe i 29. miejsce w supergigancie. Nie brał udziału w igrzyskach olimpijskich. Kilkukrotnie zdobywał medale mistrzostw Francji, w tym złote w supergigancie w latach 1997 i 2000. W 2004 roku zakończył karierę.
Jego ojciec, Jules Melquiond, również uprawiał narciarstwo alpejskie.

## Osiągnięcia

### Mistrzostwa świata
| Miejsce | Dzień    | Rok  | Miejscowość | Konkurencja | Czas biegu  | Strata  | Zwycięzca           |
| ------- | -------- | ---- | ----------- | ----------- | ----------- | ------- | ------------------- |
| 29.     | 3 lutego | 1997 | Sestriere   | Supergigant | 1:29,68 min | +2,51 s | Atle Skårdal        |
| 17.     | 6 lutego | 1997 | Sestriere   | Kombinacja  | 3:10,40 min | +9,48 s | Kjetil André Aamodt |
| 25.     | 8 lutego | 1997 | Sestriere   | Zjazd       | 1:51,11 min | +2,86 s | Bruno Kernen        |

### Mistrzostwa świata juniorów
| Miejsce | Dzień    | Rok  | Miejscowość | Konkurencja | Czas biegu  | Strata  | Zwycięzca  |
| ------- | -------- | ---- | ----------- | ----------- | ----------- | ------- | ---------- |
| 17.     | 7 marca  | 1994 | Lake Placid | Zjazd       | 1:38,07 min | +2,84 s | Kevin Wert |
| 1.      | 11 marca | 1994 | Lake Placid | Supergigant | 1:24,40 min | -       | -          |

### Puchar Świata

#### Miejsca w klasyfikacji generalnej
- sezon 1995/1996: 102.
- sezon 1996/1997: 79.
- sezon 1998/1999: 123.

#### Miejsca na podium
Melquiond nie stawał na podium zawodów PŚ.